# Louňovice pod Blaníkem
Louňovice pod Blaníkem é uma comuna checa localizada na região da Boêmia Central, distrito de Benešov.